# Tell Laura I Love Her
Tell Laura I Love Her is een ballad, geschreven door Jeff Barry en Ben Raleigh, van de Amerikaanse zanger Ray Peterson uit 1960.
Het lied vertelt het tragische verhaal van een man (Tommy) die verliefd is op een vrouw (Laura). Tommy wil met haar trouwen. Om voldoende geld te hebben om een trouwring te kunnen kopen, doet Tommy mee aan een stockcarrace, ondanks dat hij de jongste en minst ervaren coureur is. Tommy verongelukt tijdens de race, en zijn laatste woorden zijn "Zeg Laura dat ik van haar houd" ("Tell Laura I Love Her"). In eerste instantie ging de tekst van het lied over een ongeluk bij een rodeo, maar dat werd aangepast op verzoek van het platenlabel.
De versie van Peterson werd door RCA Records op single uitgebracht. Die haalde de top 10 in de Verenigde Staten, Canada, Australië en Nieuw-Zeeland. Decca Records besloot de single niet in het Verenigd Koninkrijk uit te brengen omdat de tekst smakeloos zou zijn.
Het nummer werd datzelfde jaar ook opgenomen door de Britse zanger Ricky Valance voor het platenlabel Columbia. Zijn versie werd wel in het Verenigd Koninkrijk uitgegeven. Ondanks dat de BBC de single wekenlang boycotte, werd het een nummer 1-hit in de UK Singles Chart. Na dit succes bracht Decca Petersons versie alsnog uit in het Verenigd Koninkrijk, maar zonder hitsucces. 
De Nederlandse zanger Albert West bracht in 1973 een cover van het nummer uit en werd hiermee nummer 8 in de Nederlandse Top 40.

## NPO Radio 2 Top 2000
| Nummer met noteringen in de NPO Radio 2 Top 2000 | '99  | '00-'02 | '03  | '04  |
| ------------------------------------------------ | ---- | ------- | ---- | ---- |
| Tell Laura I Love Her                            | 1819 | -       | 1681 | 1750 |

1. ↑  Een '-' betekent dat het nummer niet was genoteerd en een vetgedrukt getal geeft de hoogste notering aan.
2. ↑  Deze tabel is bijgewerkt tot en met de laatste editie (2024).